# Parapellucens aphrasta
Parapellucens aphrasta är en fjärilsart som beskrevs av Collenette 1932. Parapellucens aphrasta ingår i släktet Parapellucens och familjen tofsspinnare. Inga underarter finns listade i Catalogue of Life.